# Корочони (Л'Аквила)
Корочони (итал. Corroccioni) је насеље у Италији у округу Л'Аквила, региону Абруцо.
Према процени из 2011. у насељу је живело 64 становника. Насеље се налази на надморској висини од 903 м.